# Montserrat Carulla i Font
|  | Aquest article tracta sobre l'empresària i mecenes catalana. Si cerqueu l'actriu catalana, vegeu «Montserrat Carulla i Ventura». |

Montserrat Carulla i Font és una empresària i mecenes catalana, filla de Lluís Carulla i Canals i de Maria Font. Entre el 2006 i el 2016 va ser la presidenta de la Fundació Carulla que té per finalitat la de promoció de la llengua i la cultura catalanes, així com gestionar ell Museu de la Vida Rural, de l'Editorial Barcino i els premis atorgats per la fundació. Juntament amb els seus germans Artur, Mariona, Lluís, Jordi i Aurèlia formà part del consell d'administració de l'empresa Agrolimen, que dona suport econòmic a les activitats culturals i socials que porta a terme la Fundació Carulla. El 2014 la nissaga arribà a un acord amb Hisenda per resoldre problemes de fiscalitat.
El 2010 Montserrat Carulla rebé de mans del president de la Generalitat de Catalunya José Montilla la Creu de Sant Jordi, per la seva tasca al capdavant de la llavors anomenada Fundació Lluís Carulla.

### Presidenta de la Fundació Carulla
Una de les tasques destacades de Montserrat Carulla ha estat la seva participació a la Fundació Carulla. Durant la qual es produí una notable expansió de les activitats i una posada al dia dels seus objectius i accions d'acord amb el què els temps demandaven. Una línia que ella ja havia impulsat des de feia anys com a vicepresidenta executiva de la fundació. La seva col·laboració iniciada estretament ja amb les tasques de mecenatge del seu pare i la seva mare des de 1972 quan es decidí fer costat a la important i llarga tasca filològica, literària i cultural de l'Editorial Barcino. Tot obrint nous camps a l'editorial amb obres com ara Natura, ús o abús? Llibre Blanc de la Gestió de la Natura als Països Catalans, obra col·lectiva coordinada pere Ramon Folch.
Sota l'influx de Montserrat Carulla les edicions de Barcino, a més d'incorporar noves obres a «Els Nostres Clàssics», el 2004 obrí la nova sèrie «Biblioteca Barcino», dedicada a publicar obres dels clàssics de la literatura catalana presentades en l'ortografia actual i profusament anotades perquè els textos antics siguin accessibles a gran públic. Així mateix, s'emprengué la tasca de difondre les obres de referència de la literatura catalana fora de casa nostra traduint-les a altres llengües de més difusió, a través de coedicions amb reconegudes editorials alemanyes, angleses i italianes amb l'objecte de situar fites de la literatura catalana al costat dels grans autors europeus. Per les seves acurades edicions, el nivell de les edicions crítiques i la renovació portada a terme, l'any 1997 «Els Nostres Clàssics» foren guardonats amb la Creu de Sant Jordi.
Des dels seus inicis, la fundació es fixà l'objectiu de reconèixer a persones i entitats que treballaven de forma destacada en la promoció de la cultura catalana i dels valors cívics. Lluís Carulla en el primer temps de la fundació creà el Premi d'Honor Jaume I per a persones i entitats, per llur acció rellevant i reconeguda en l'àmbit científic o en cultural o cívic. També els Premis d'Actuació Cívica adreçats a reconèixer a persones o entitats que han actuat al servei del manteniment de la cultura catalana des de la diversitat situacions i de les diferents realitats socials i territorials. Així mateix, en acabar-se el franquisme, foren creats, el 1978, els Premis Baldiri Reixac a l'estímul i al reconeixement de l'escola catalana, des de la doble exigència de qualitat pedagògica i catalanitat. Els premis acabaren organitzats en tres àmbits: escoles, mestres i professors i alumnes. Sota l'impuls de Montserrat Carulla i Font es va anar augmentant la dotació d'aquests guardons. Àdhuc es crearen dos premis nous. Per una banda, els Premis d'Educació en el Lleure per a promoure projectes, reconèixer i difondre experiències de caràcter educatiu que fomentessin el sentit de pertinença i la catalanitat dins l'àmbit de l'educació no formal. Per l'altra el Premi Francesc Candel destinat a reconèixer i difondre les bones pràctiques en l'àmbit de la integració dels ciutadans catalans d'origen immigrant, així com una adequada visió de la immigració en els mitjans de comunicació. Ambdós premis complementaven els Baldiri Reixac en cobrir l'important camp de l'educació fora de l'escola.
Una de les iniciatives més estimades per Lluís Carulla fou la creació del Museu de la Vida Rural a l'Espluga de Francolí, el seu poble natal, a partir d'una col·lecció d'eines, estris i altres elements que havia anat reunint des dels anys seixanta del segle xx. Durant la presidència de Montserrat Carulla es reorientà el sentit del museu i s'empilà amb un nou edifici obra de Daniel Freixes i es passà d'un museu amb un plantejament tradicional a una nova museografia que, partint de conservar el patrimoni del passat, es platejava els nous reptes i transformacions que encara el món de la pagesia.
Entre les variades activitats de la Fundació Carulla una de les més conegudes és les seves nadales que iniciades el 1967, amb una simple felicitació nadalenca de la família Carulla, van evolucionar fins a constituir un conjunt de monografies sobre la història, les institucions i les qüestions socials lligades a les terres de llengua i cultura catalanes de la mà d'especialistes. També són una crònica detallada de les activitats de la fundació a través de la petita de memòria anyal que inclouen. Durant la presidència de Montserrat Carulla es realitzà una reorganització tant formal com de contingut. Abastant temes d'història però també projectant-se sobre el present i el futur. Així, per exemple, l'any 2007 era dedicada a la immigració o la de 2009 es plantejava la situació i importància social i econòmica de les infraestructures. S'oferí la consulta digital de totes les Nadales publicades. La Nadala assoleix una gran tirada, així el 2008 es publicaren 18.000 exemplars. Amb l'aportació anyal dels subscriptors es financen els Premis Baldiri Reixac en una de les més primerenques pràctiques del micromecenatge.
Montserrat Carulla i Font deixà la presidència de la Fundació Carulla en jubilar-se.